# Atractophoraceae
Atractophoraceae, malena porodica crvenih algi koja se sastoji od dva monotipska roda. Za nju je stvoren vlastiti red Atractophorales. Obje vrste su morske.

## Rodovi
1. Atractophora P.Crouan & H.Crouan
2. Liagorothamnion Huisman, D.L.Ballantine & M.J.Wynne